# Шатобур (Ардеш)
Шатобур (фр. Châteaubourg) насеље је и општина у источној Француској у региону Рона-Алпи, у департману Ардеш која припада префектури Турнон сир Рон.
По подацима из 2011. године у општини је живело 221 становника, а густина насељености је износила 51,76 становника/km². Општина се простире на површини од 4,27 km². Налази се на средњој надморској висини од 128 метара (максималној 444 m, а минималној 106 m).

## Демографија
| 1962. | 1968. | 1975. | 1982. | 1990. | 1999. | 2011. |
| ----- | ----- | ----- | ----- | ----- | ----- | ----- |
| 158   | 162   | 165   | 180   | 209   | 204   | 221   |

График промене броја становника у току последњих година